# یونیلیور
یونیلیور (به انگلیسی: Unilever) شرکت چندملیتی بریتانیایی-هلندی است، که مالک شمار بسیاری از نام‌های تجاری بین‌المللی در زمینهٔ مواد غذایی، نوشیدنی‌ها، محصولات مراقبت‌های شخصی، مواد شوینده و لوازم آرایشی بهداشتی می‌باشد.
شرکت یونیلیور از سال ۲۰۱۱ پس از شرکت‌های پروکتر اند گمبل و نستله سومین تولیدکننده کالاهای مصرفی جهان محسوب می‌شود، همچنین از سال ۲۰۰۹ تاکنون پس از پروکتر اند گمبل و لورئال در رتبه سوم از بزرگترین شرکت‌های آرایشی و بهداشتی جهان، قرار دارد. این شرکت هم‌اکنون به‌عنوان بزرگترین تولیدکنندهٔ بستنی در جهان شناخته می‌شود.
این شرکت دارای بیش از ۴۰۰ برند و نشان تجاری است. از نام‌های تجاری متعلق به یونیلیور، می‌توان به: لیپتون، کنور، لوکس، سانسیلک، داو، رکسونا لایفبوی، کنور، کورنتو، لاکمی، وازلین، مگنوم و اکسی اشاره کرد.
یونیلیور در سال ۱۹۳۰ از ادغام شرکت بریتانیایی برادران لیور (تأسیس: ۱۸۸۵) و شرکت هلندی مارگارین یونی (تأسیس: ۱۹۲۷) تأسیس شد. دفتر مرکزی این شرکت در شهر لندن قرار دارد و دفتر عملیاتی آن در شهر روتردام مستقر می‌باشد.
بخشی از سهام شرکت یونیلیور در بازارهای بورس نیویورک، بورس لندن و بورس یورونکست آمستردام مبادله می‌شود. در ماه دسامبر ۲۰۱۱ با ارزش بازار سرمایه ۲۷ میلیارد پوند، در فهرست اولیه بازار بورس لندن، رتبه ۱۸ را به خود اختصاص داد.

## تاریخچه
در سال ۱۹۳۰ از ادغام دو شرکت مارگارین یونی و لیور برادرز شرکتی تشکیل شد که ترکیبی از دو نام را برخود داشت و بنام یونیلیور نامگذاری گردید.
شرکت اولی هلندی و در کار تولید روغن نخل و شرکت دومی انگلیسی و تولیدکنندهٔ صابون بود. نخست، هدف آن‌ها از ادغام دو شرکت، کاهش هزینه‌های مالیاتی و استفاده از منافع تولیدی و بازار مشترک بود، اما این مشارکت به تولد یکی از بزرگترین شرکت‌های چندملیتی در امر بهداشتی، آرایشی و غذایی انجامید.
شرکت هلندی مارگارین‌سازی فراتر از مرزهای کشورش صاحب نام بود، زیرا در سال ۱۹۱۷ از بهم پیوستن چندین شرکت کوچک روغن خوراکی پای به میدانی بزرگتر گذاشته بود.
شرکت انگلیسی برادران لیور نیز از سال ۱۸۸۵ تأسیس شده بود که در سال ۱۹۱۷ شبکه‌ای از تولید مواد غذایی و کنسروجات را، در کنار تولید انبوهی از صابون‌ها را، در اختیار داشت و یونیلیور که تجربیات و بازار و سرمایه هر دو شرکت را یکجا جمع کرده بود، به سرعت تا ۴۰ شرکت اروپایی و آمریکای لاتین گسترش یافت و دامنه گسترده‌ای از کالاهای مصرفی را عرضه کرد.
در دهه ۱۹۴۰ شرکت یونیلیور به دو شرکت اصلی تفکیک شد، که دفتر مرکزی اولی بنام یونیلیور پی‌ال‌سی، در لندن مستقر گردید و دومی بنام یونیلیور ان.وی در رتردام، هلند مرکزیت یافت، اما هر دو شرکت دارای شخصیت حقوقی به هم پیوسته و سهامداران و مدیران مشترک می‌باشند، بگونه‌ای که ضمن هدفمندی و جهت‌گیری یکسان، هر کدام به بازار و محصولات متمایزی نیز وابستگی دارند و هر یک حوزه‌ای از اروپا و نقاط دیگر جهان را پوشش می‌دهند.

## تقسیمات شرکت
محصولات یونیلیور در سه گروه عمده تقسیم می‌شوند، که هر یک از این سه بخش، خود نیز به چند قسمت تفکیک می‌گردند:
- کالاهای مصرفی:
  - لوازم آرایشی بهداشتی
  - مواد غذایی
- مواد اولیه:
  - مواد شیمیایی
  - مواد اولیه غیرشیمیایی
- محصولات گیاهی:
  - صنایع سلولزی
  - محصولات کشاورزی

## برندهای شرکت
شرکت یونی لیور برای تغییر سازماندهی مالی و جلوگیری از پراکندگی اسامی محصولات خود و کاهش هزینه‌های تبلیغاتی و ایجاد تمرکز در توجهات مشتریان، تعداد مارک‌های شناخته شده خود را از ۱٫۶۰۰ برند، به ۴۰۰ نام معروف، در سال ۲۰۰۰ کاهش داد. این اقدام منجر به دسته‌بندی محصولات مطابق با خواست و سلیقه مشتریان جزء و تولید و توزیع برندهای جهانی، مطابق با نیازهای بومی و محلی گردید.
برندهای اصلی شرکت یونیلیور عبارتند از:
- شوینده‌ها:

اومو، ویسک، سرف، اولترا سرف، ریم و ادیانت
- صابون:

پونز، داو و لوکس
- محصولات بهداشتی دهان و دندان:

منتادنت، سیگنال، کلوز آپ و ژانگهوا
شامپوها و ژل مو:
سلکتیو، سالن، سان‌سیلک، اورگانیز و تیموتی
- محصولات بهداشتی پوست:

وازلین و پاندز
- افشانه:

اکس، شور و ایمپالس
- عطر و ادکلن‌ها:

کلوین کلاین، فابرجه و برت میسون کروتی

## رقبای اصلی
رقیب‌های اصلی شرکت یونیلیور در بازار بین‌المللی، شرکت‌های نستله و پروکتر اند گمبل می‌باشد. این شرکت در بازارهای منطقه‌ای نیز رقبای بسیاری دارد، که برای نمونه می‌توان به شرکت‌های: بایرسدورف، دانون، هنکل، مارس اینکورپوریتد، پپسی‌کو و رکیت بنکیزر اشاره نمود.

## نشان شرکت
نشان کنونی شرکت یونیلیور، در سال ۲۰۰۴ توسط یکی از بزرگترین بنگاه‌های ساخت برند و توسط وولف اولینز طراحی شد. این نشان، از ۲۴ آیکون مختلف، به صورت طرح‌های موجی‌شکل تشکیل شده، که در قالب یک حرف لاتین یو (U) با رنگ آبی تشکیل می‌شود.
این آیکون‌ها، هر یک نمایانگر لوگوی شرکت‌های تابعه، زیرمجموعه و فرعی هستند، که متعلق به شرکت یونیلیور می‌باشند.

## محصولات

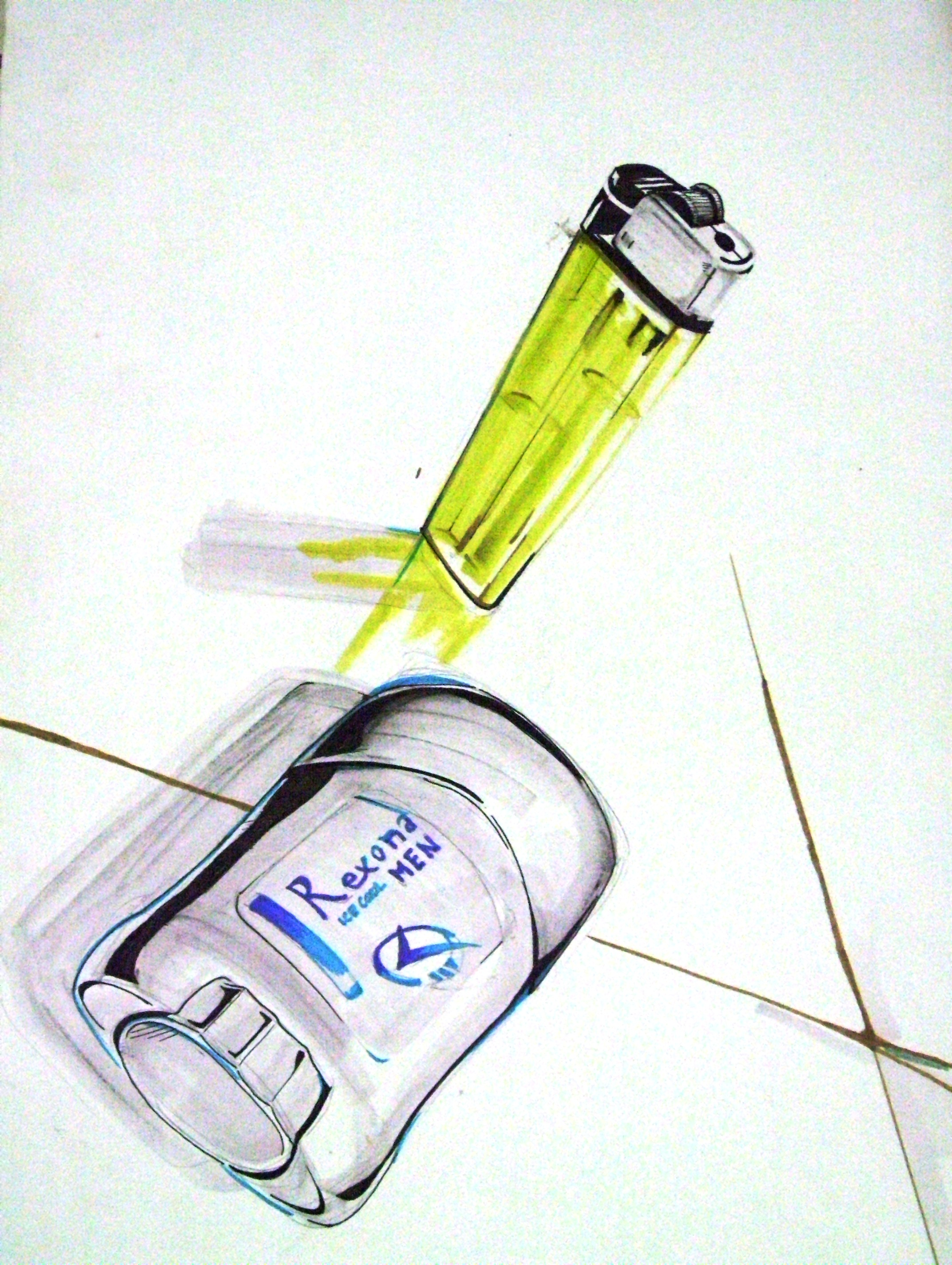
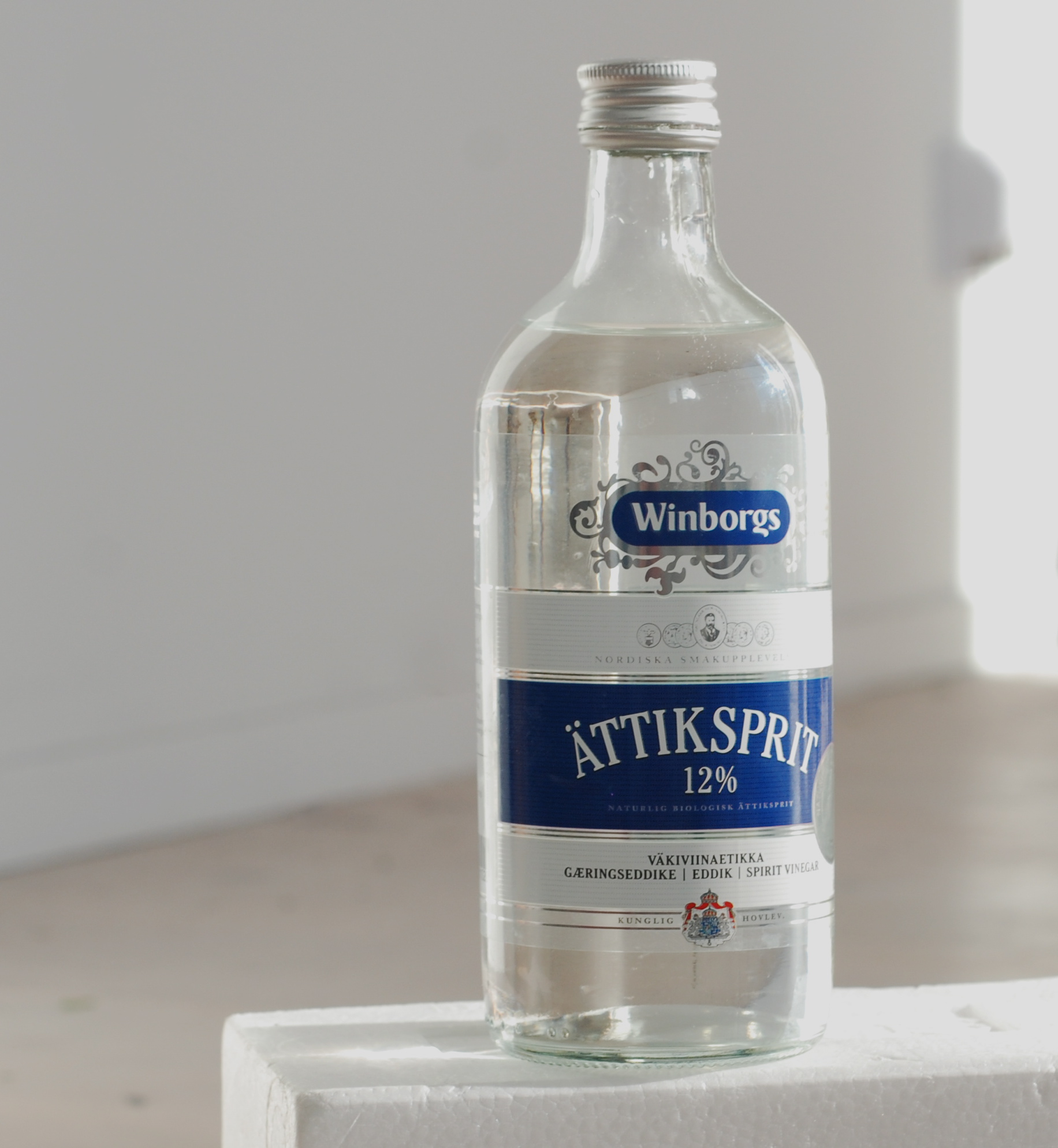
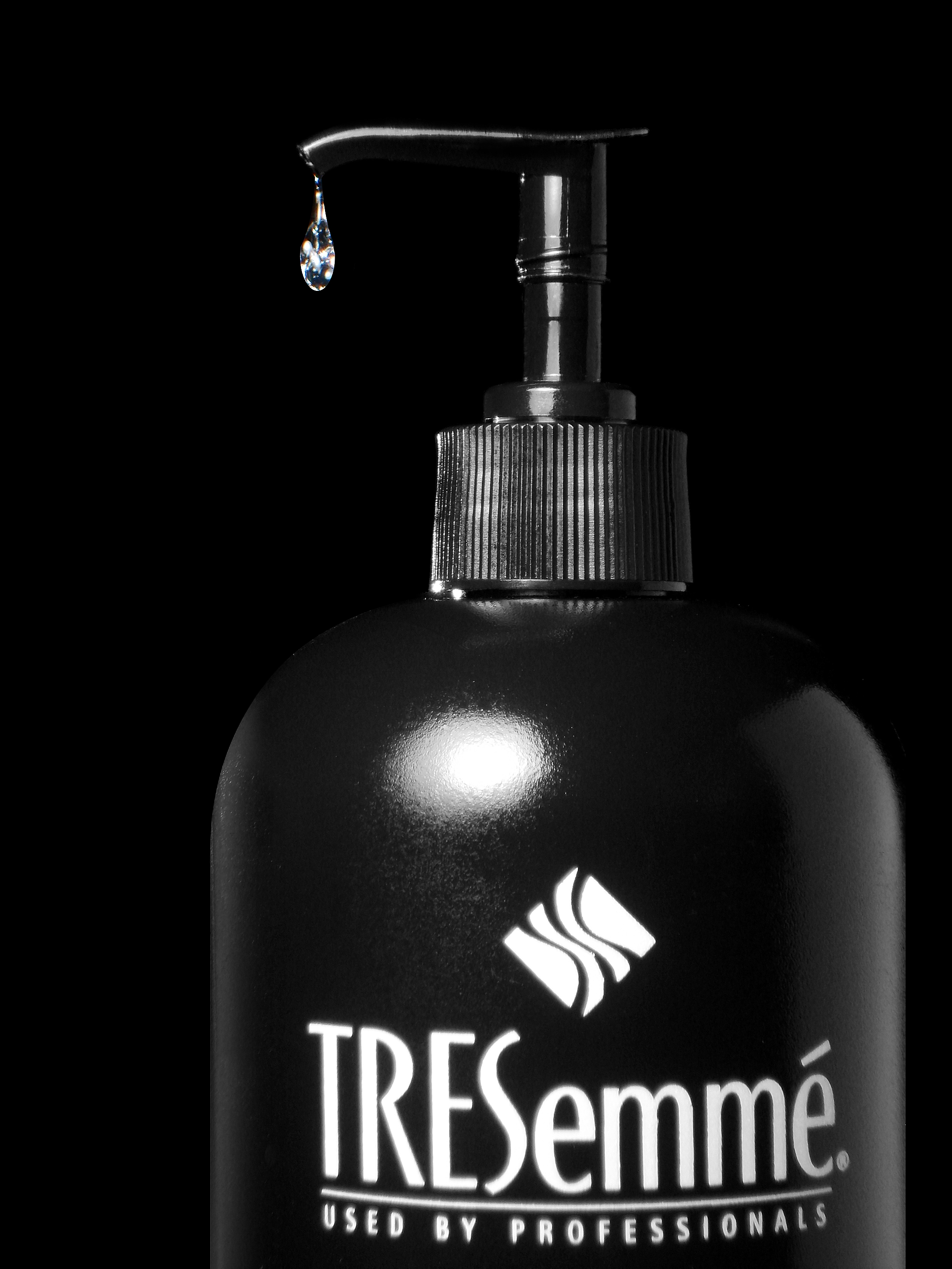
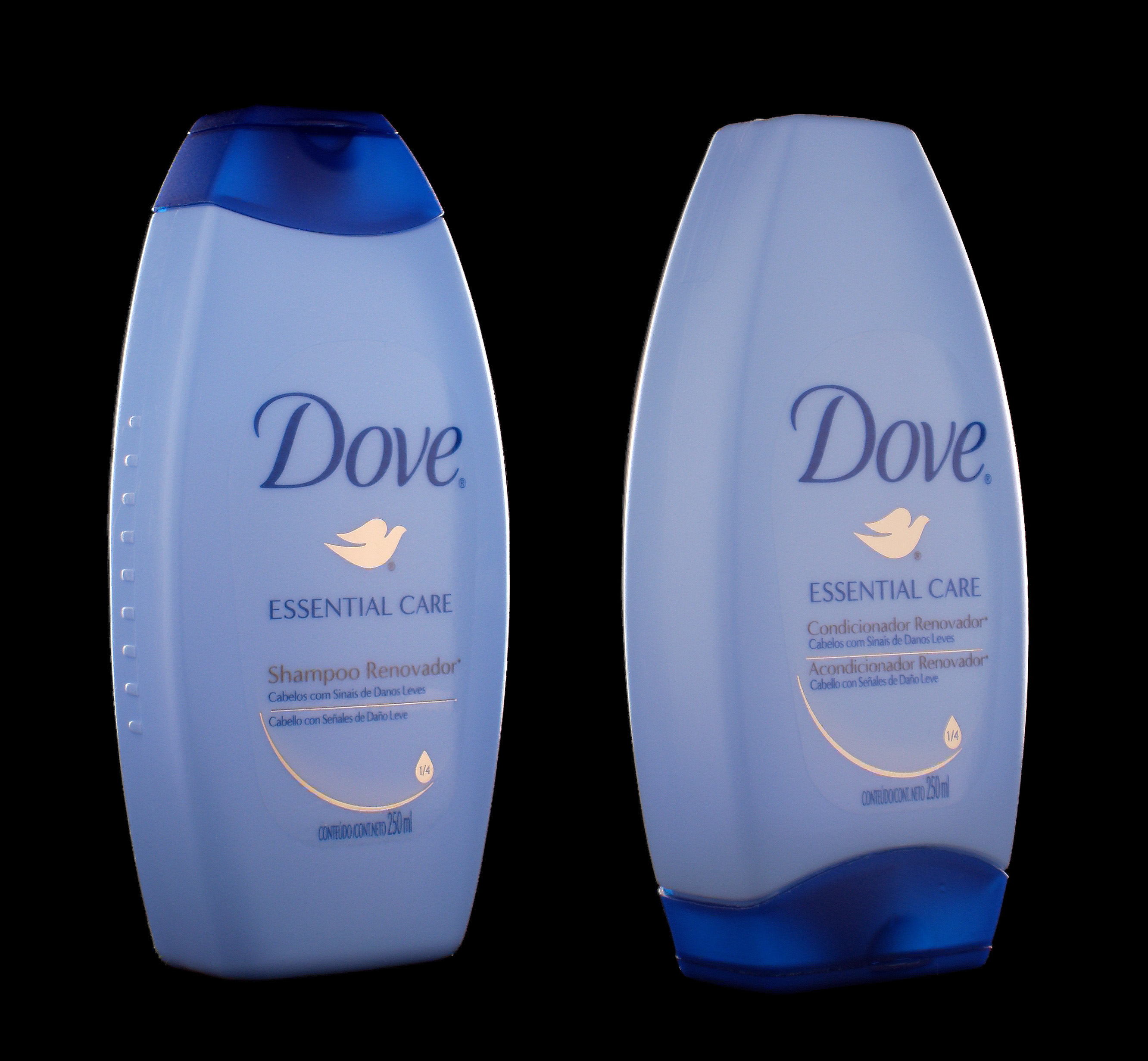
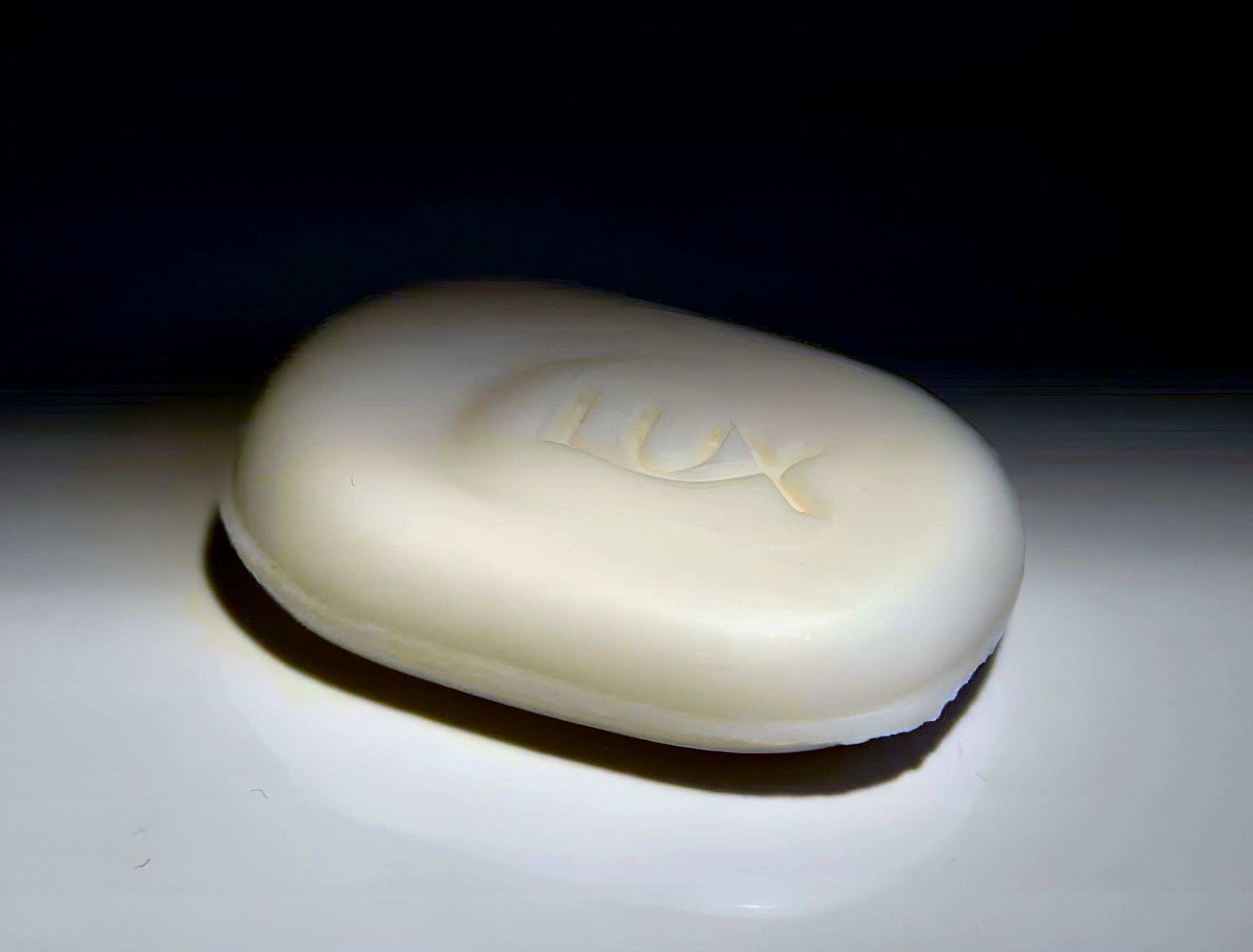
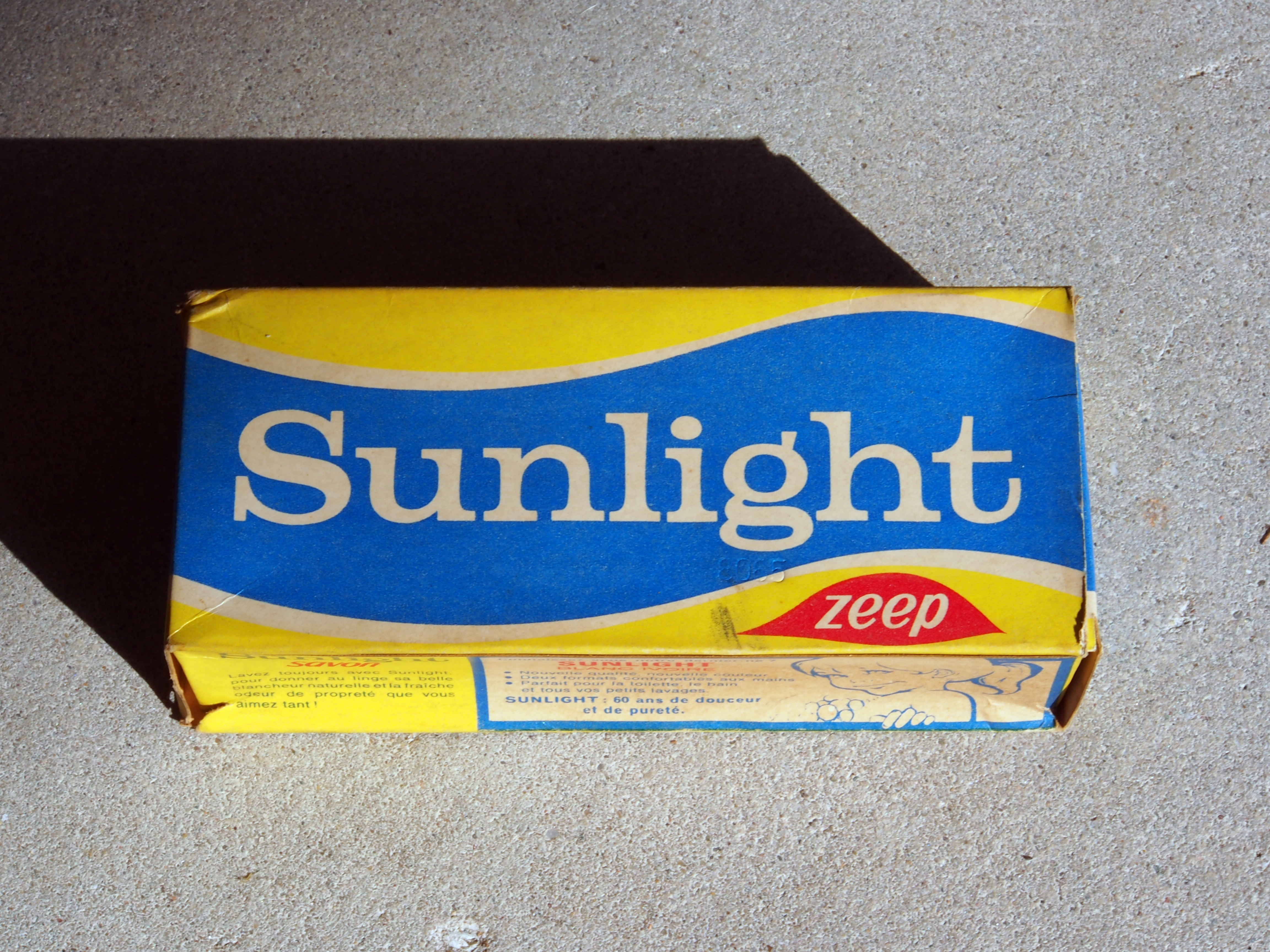
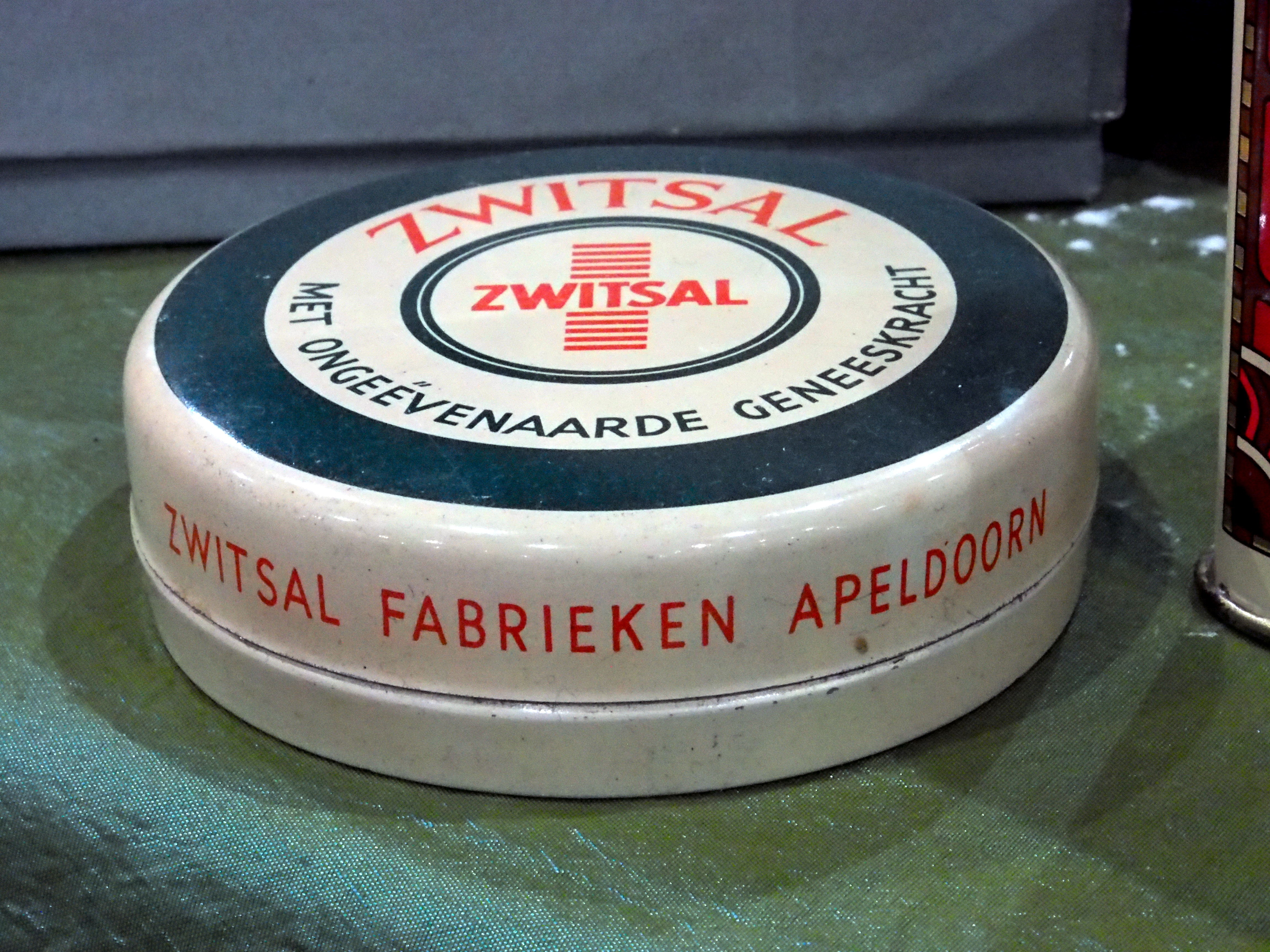
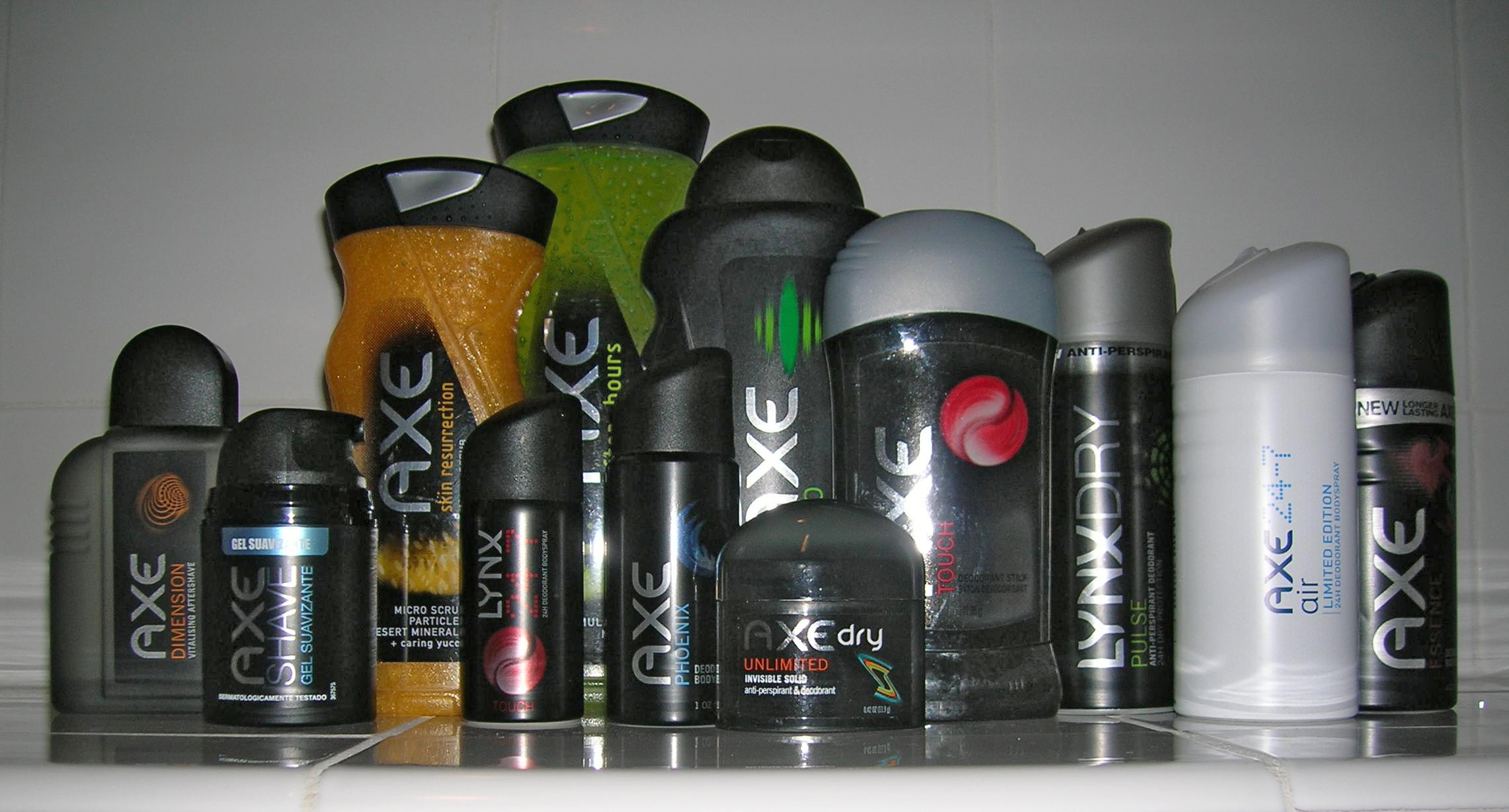
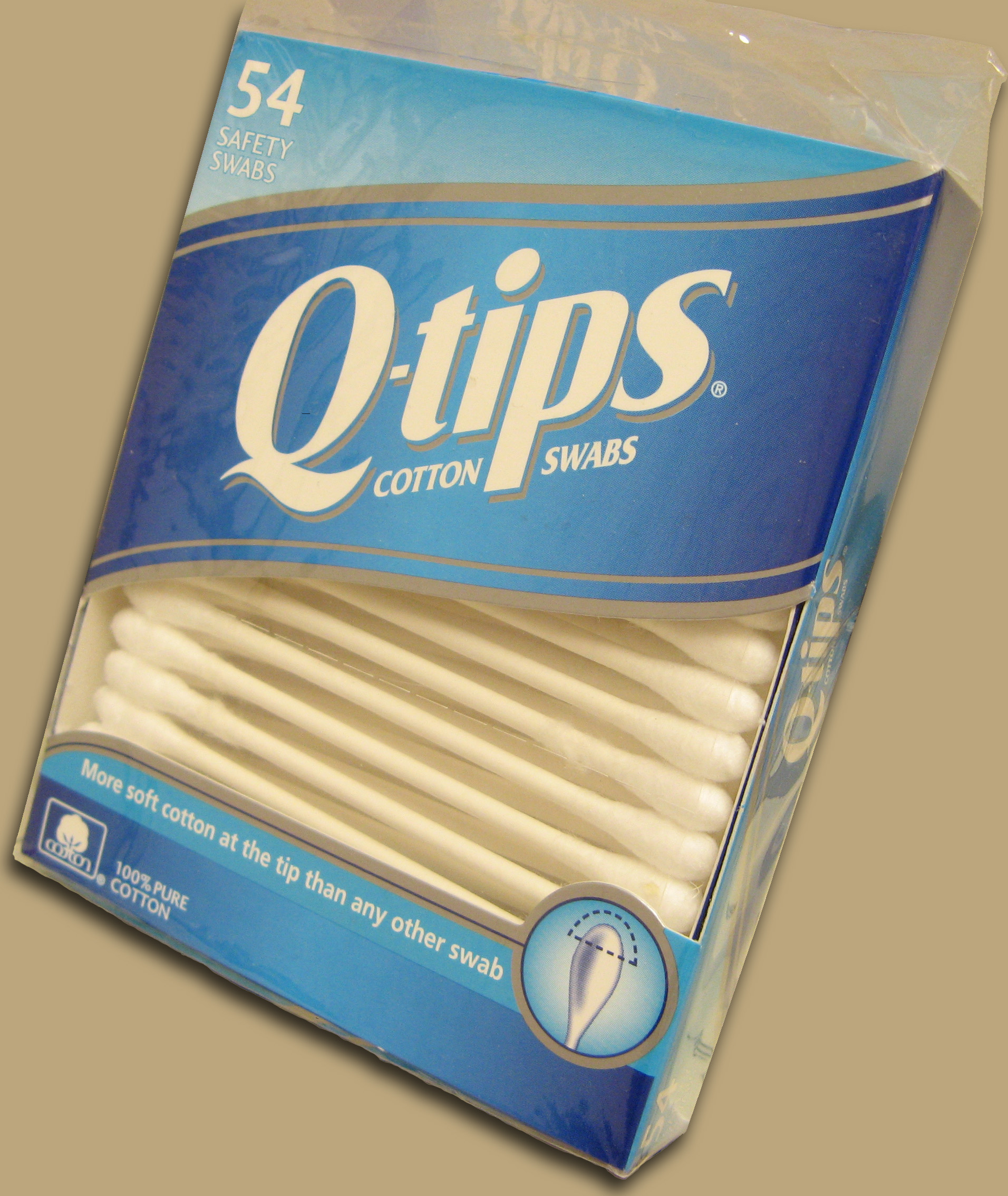
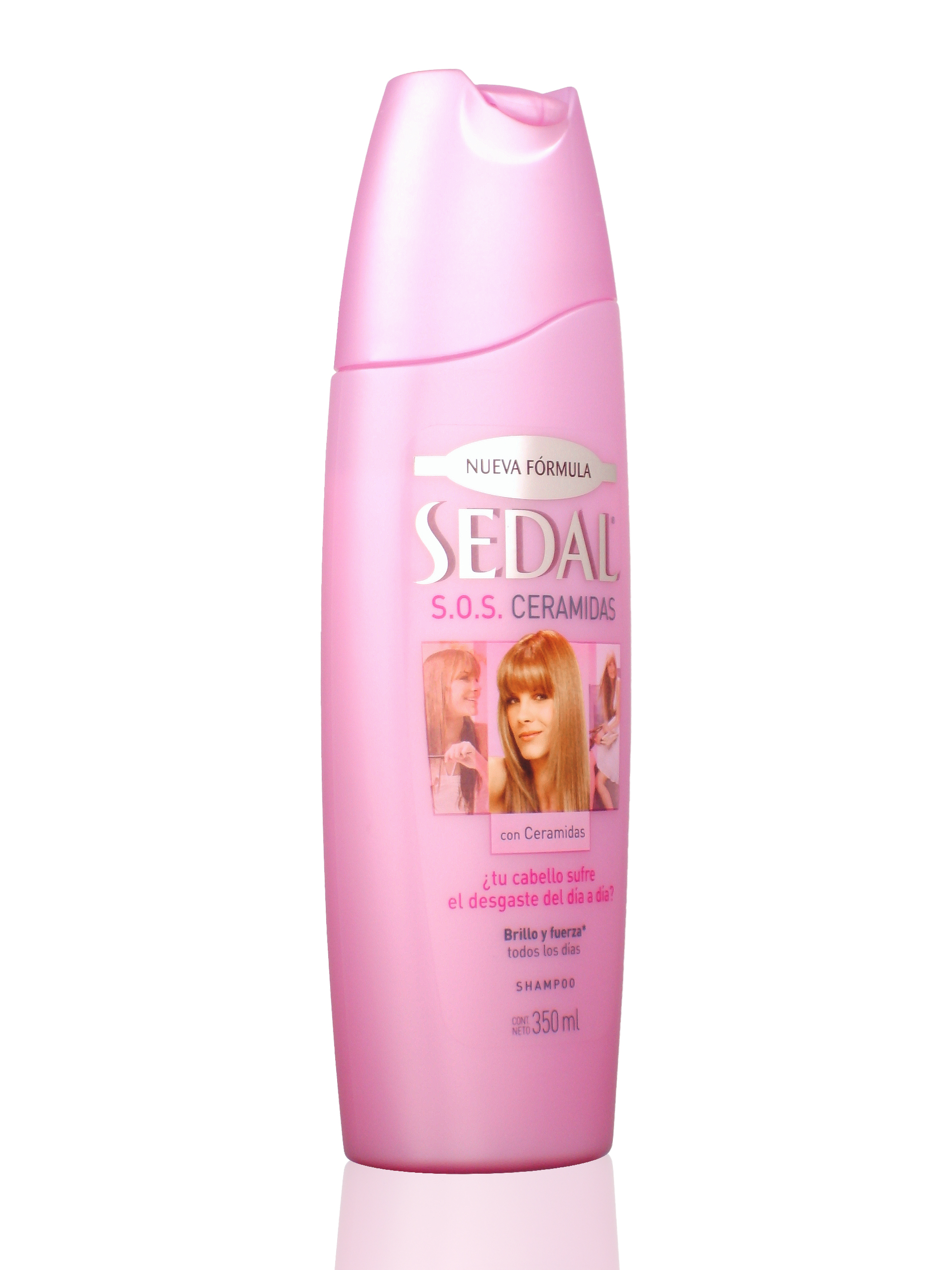
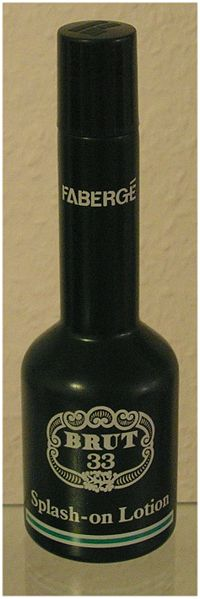
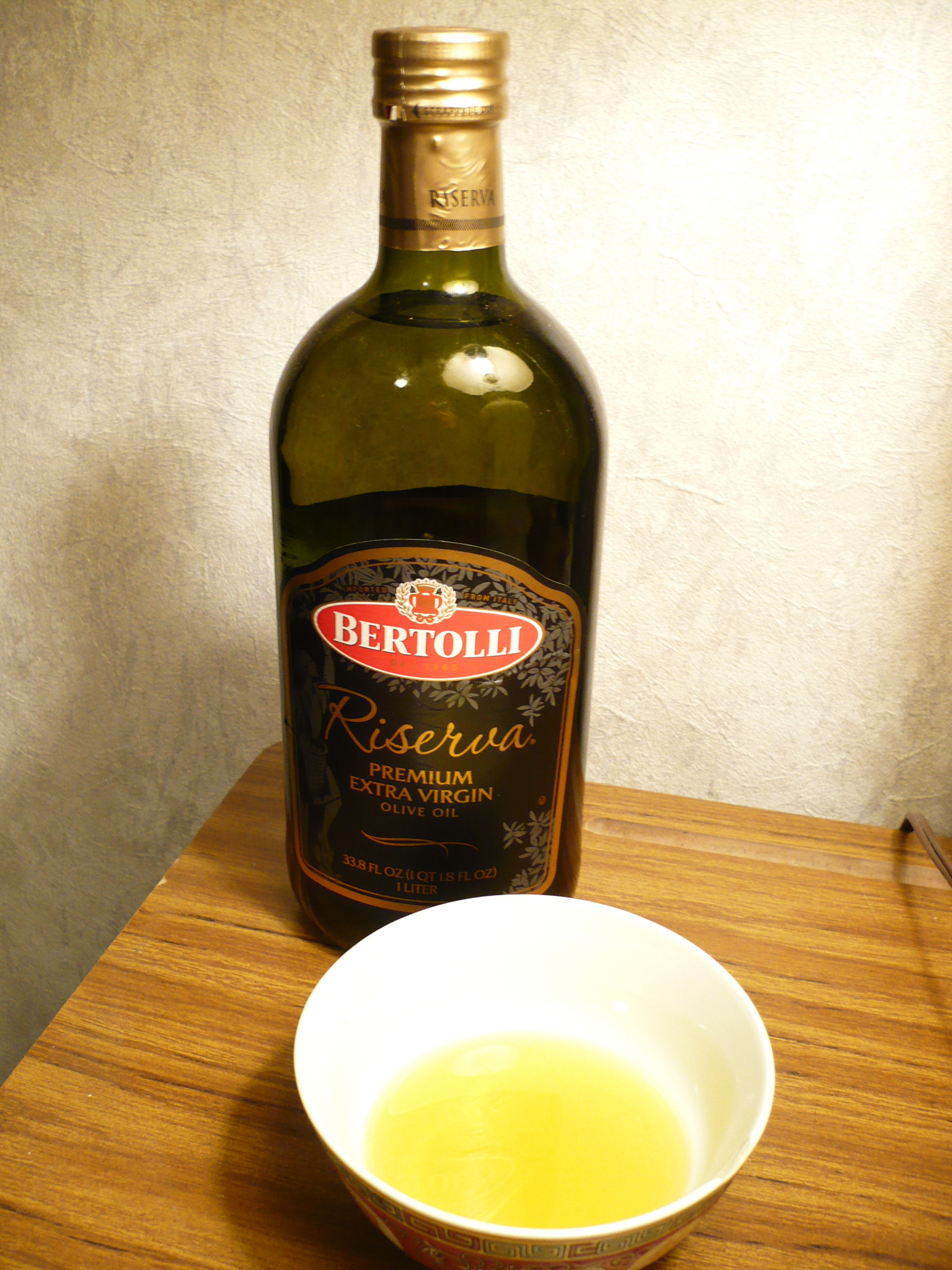
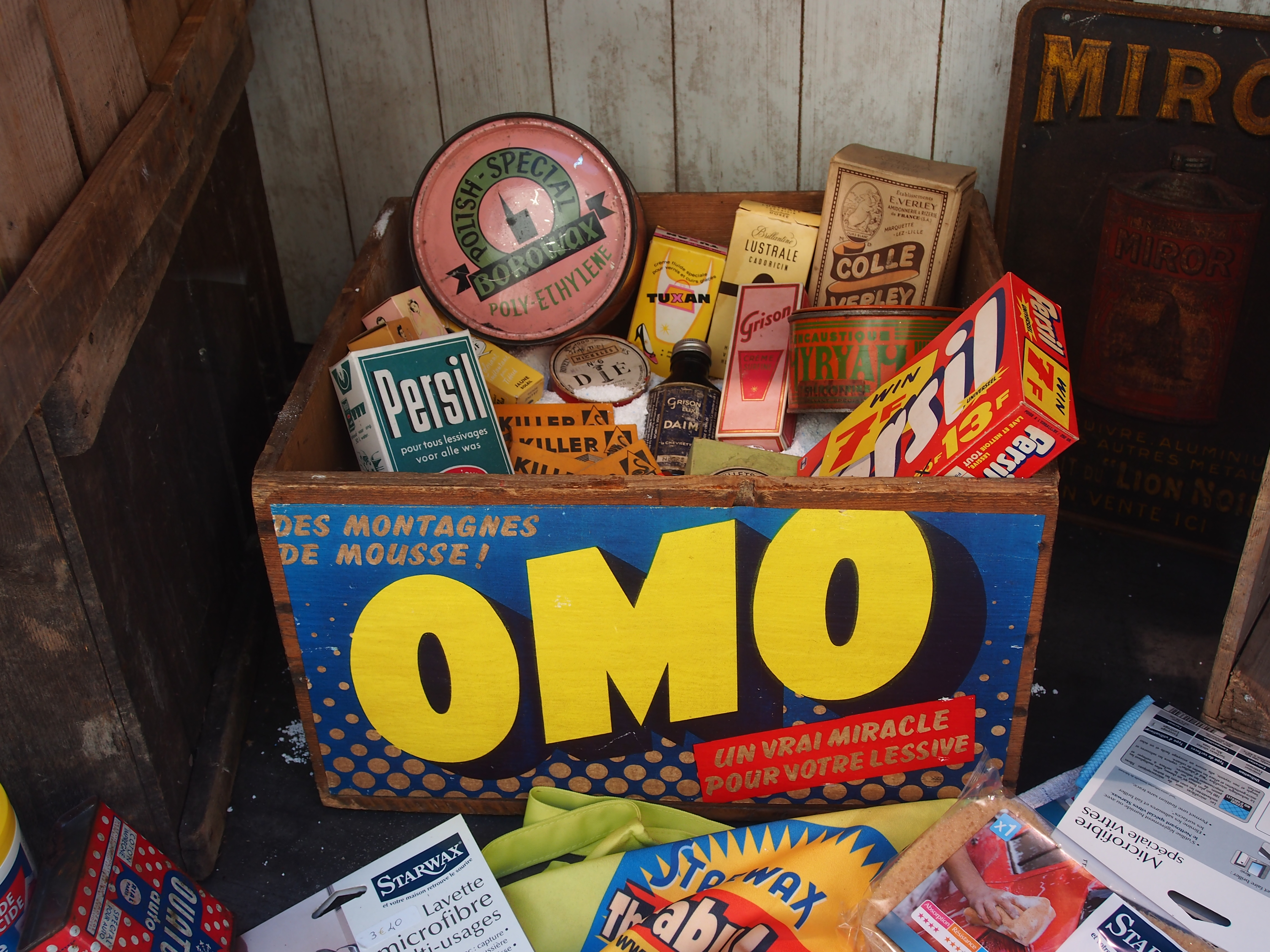
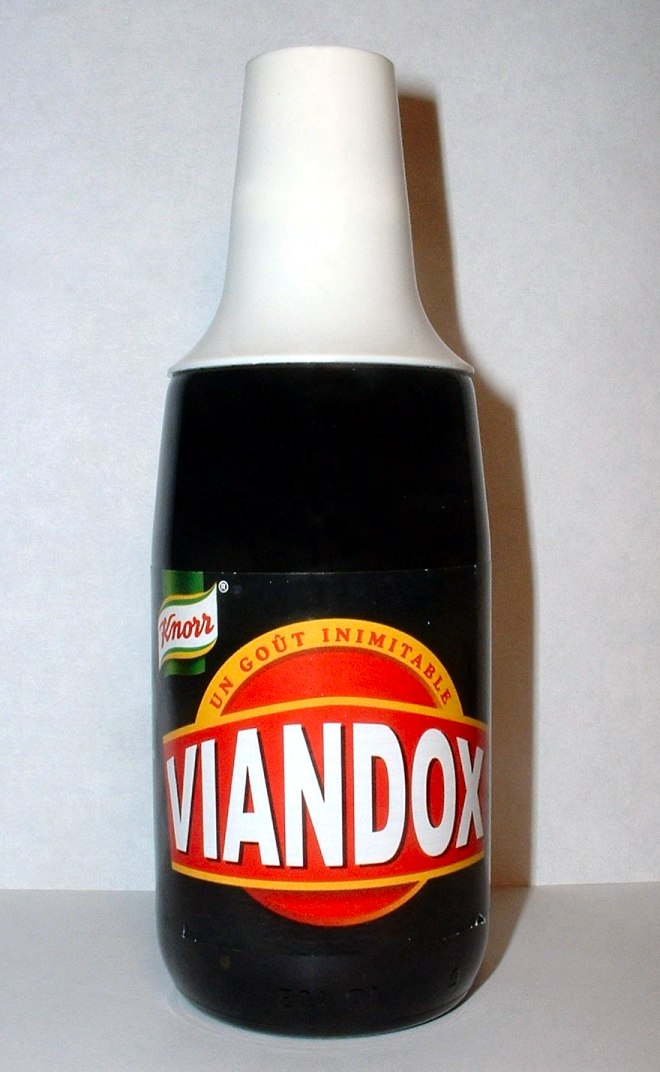
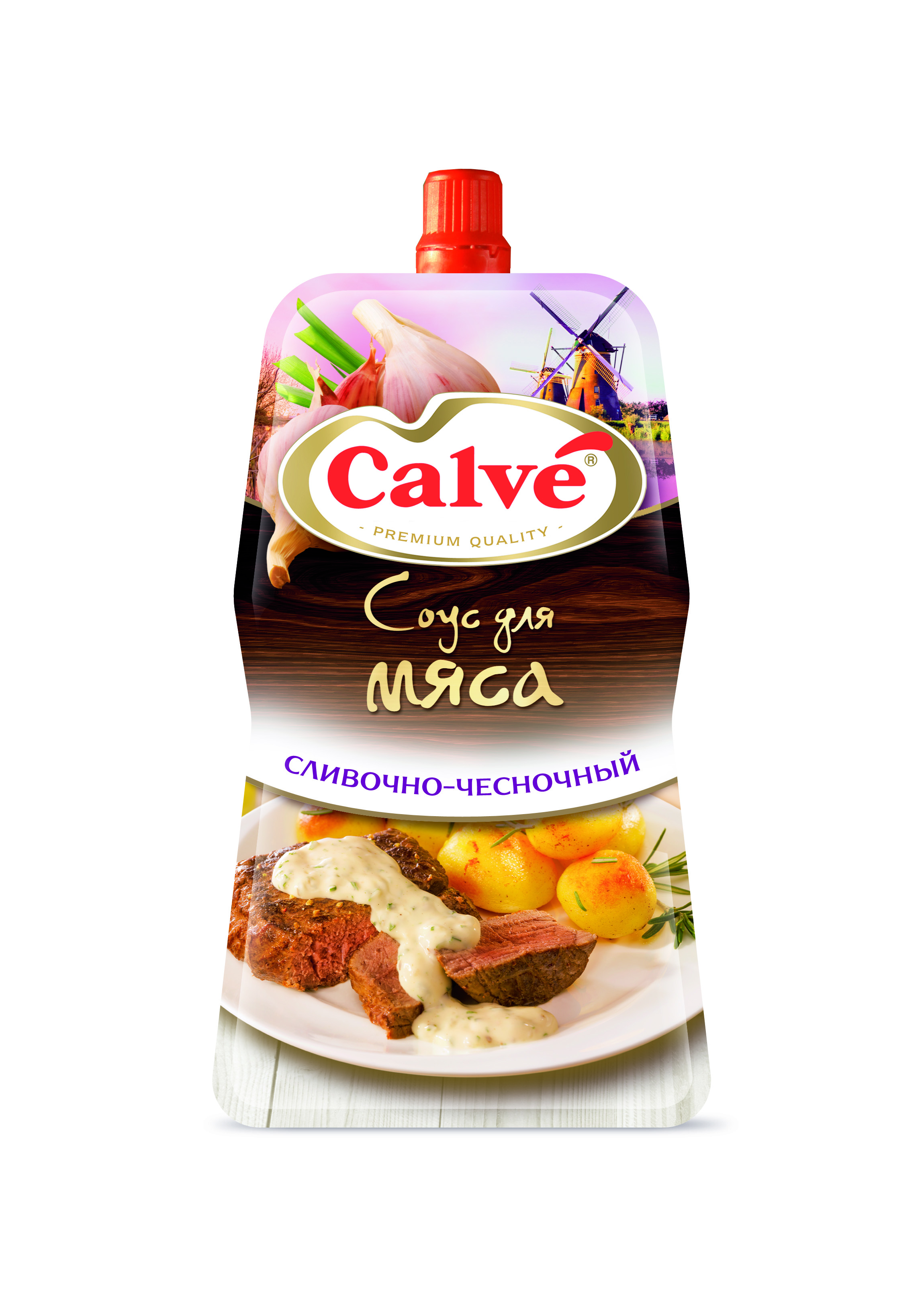
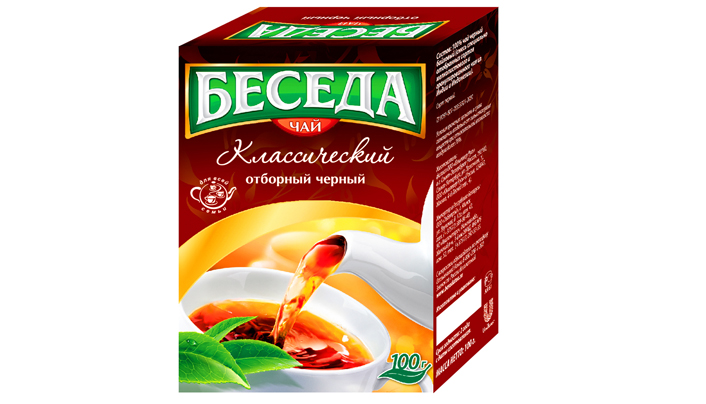
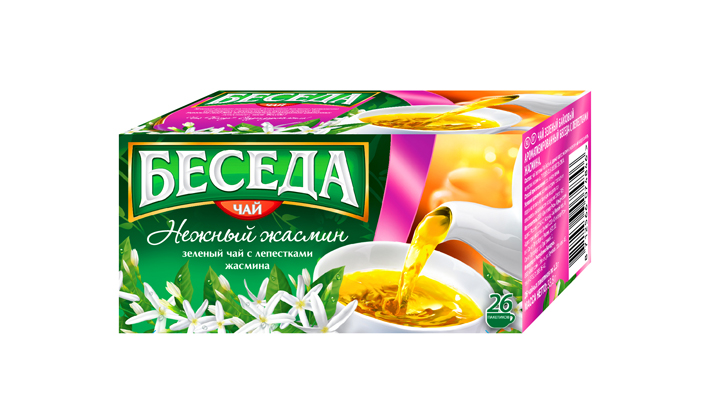
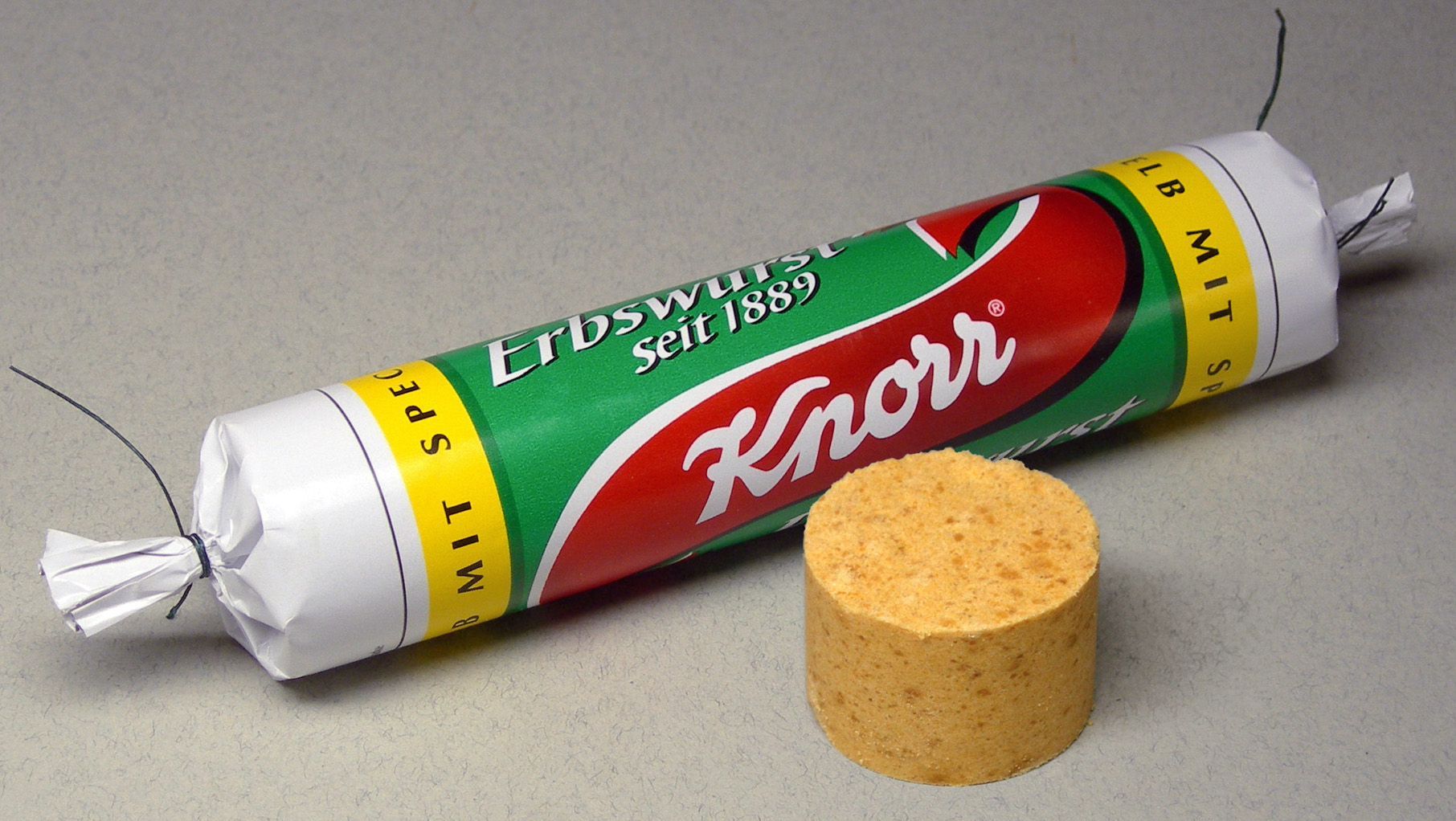
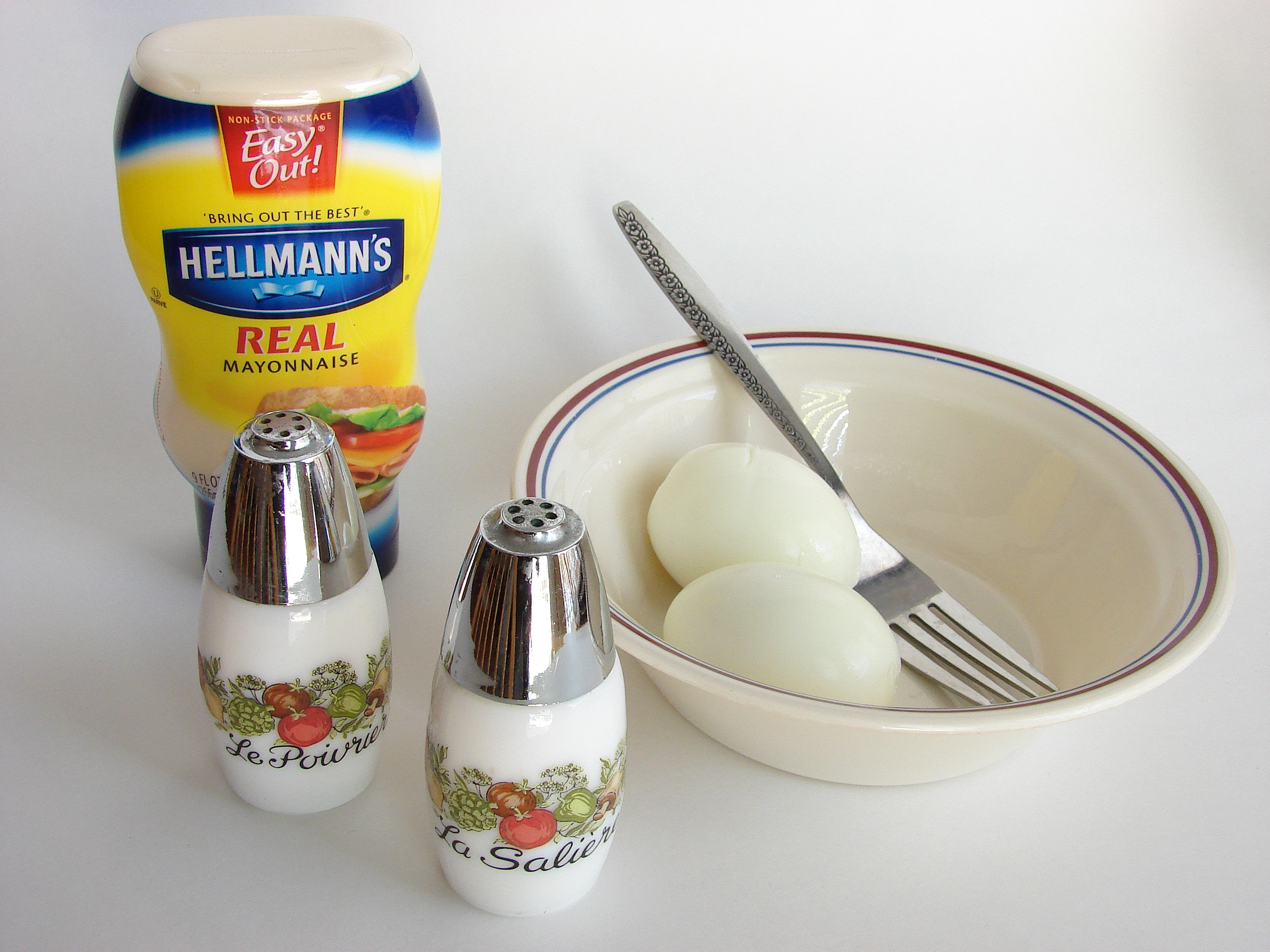
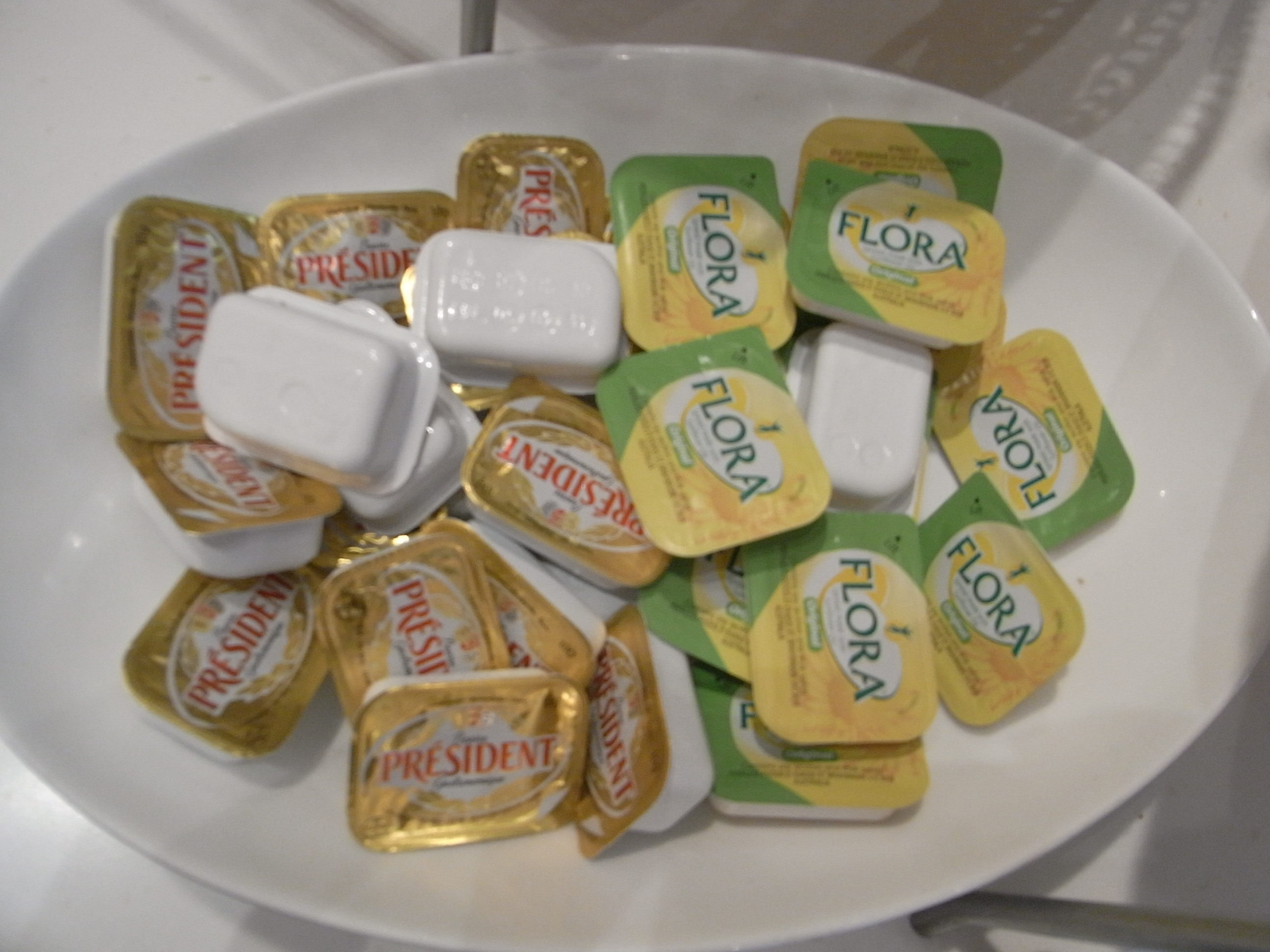
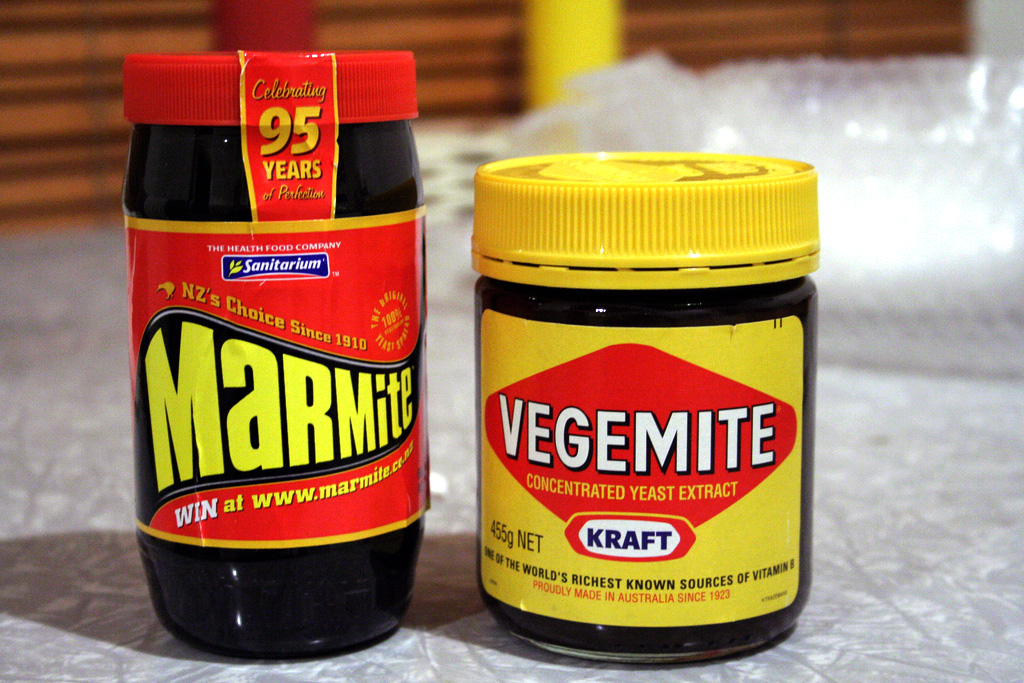
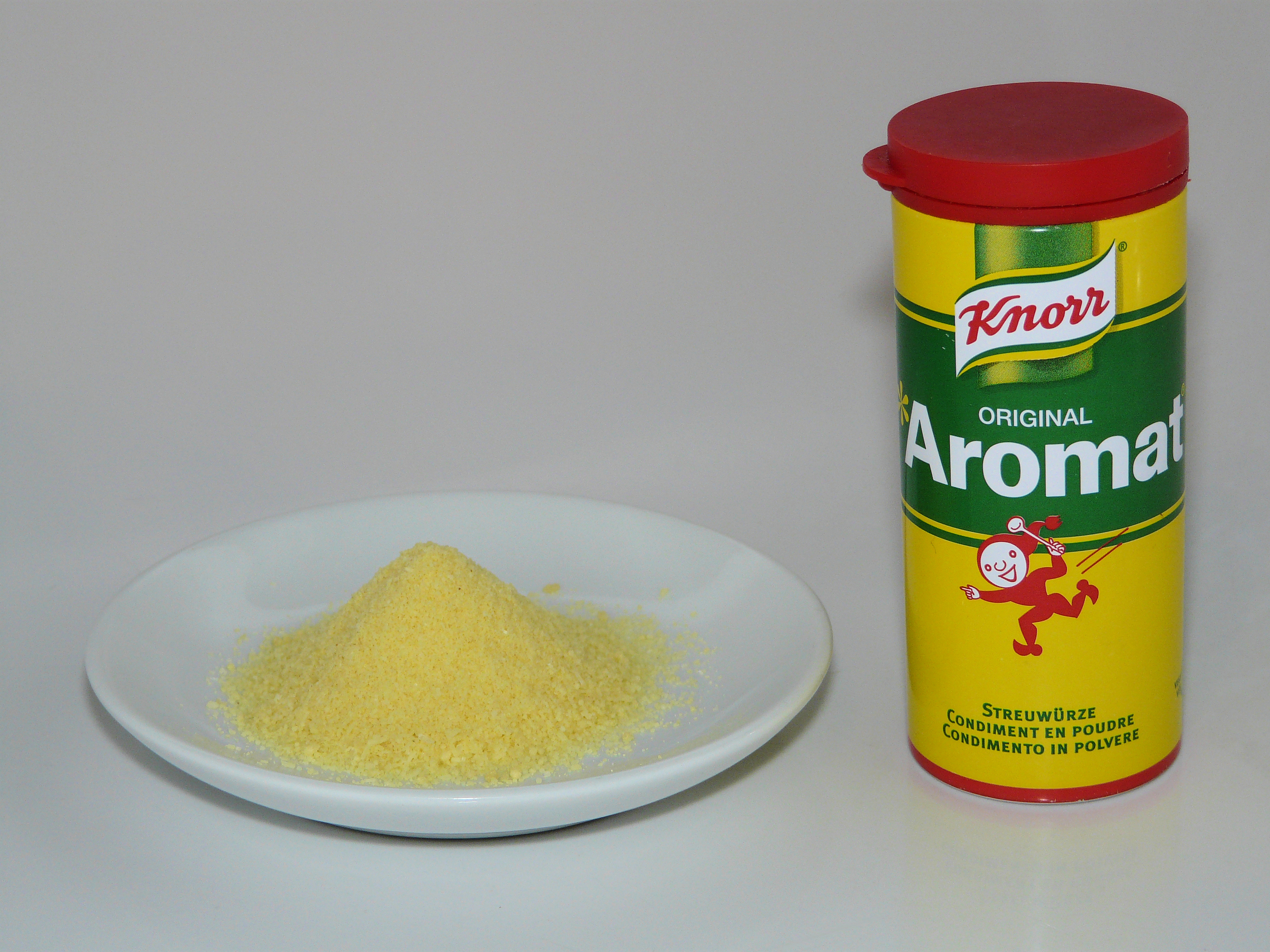
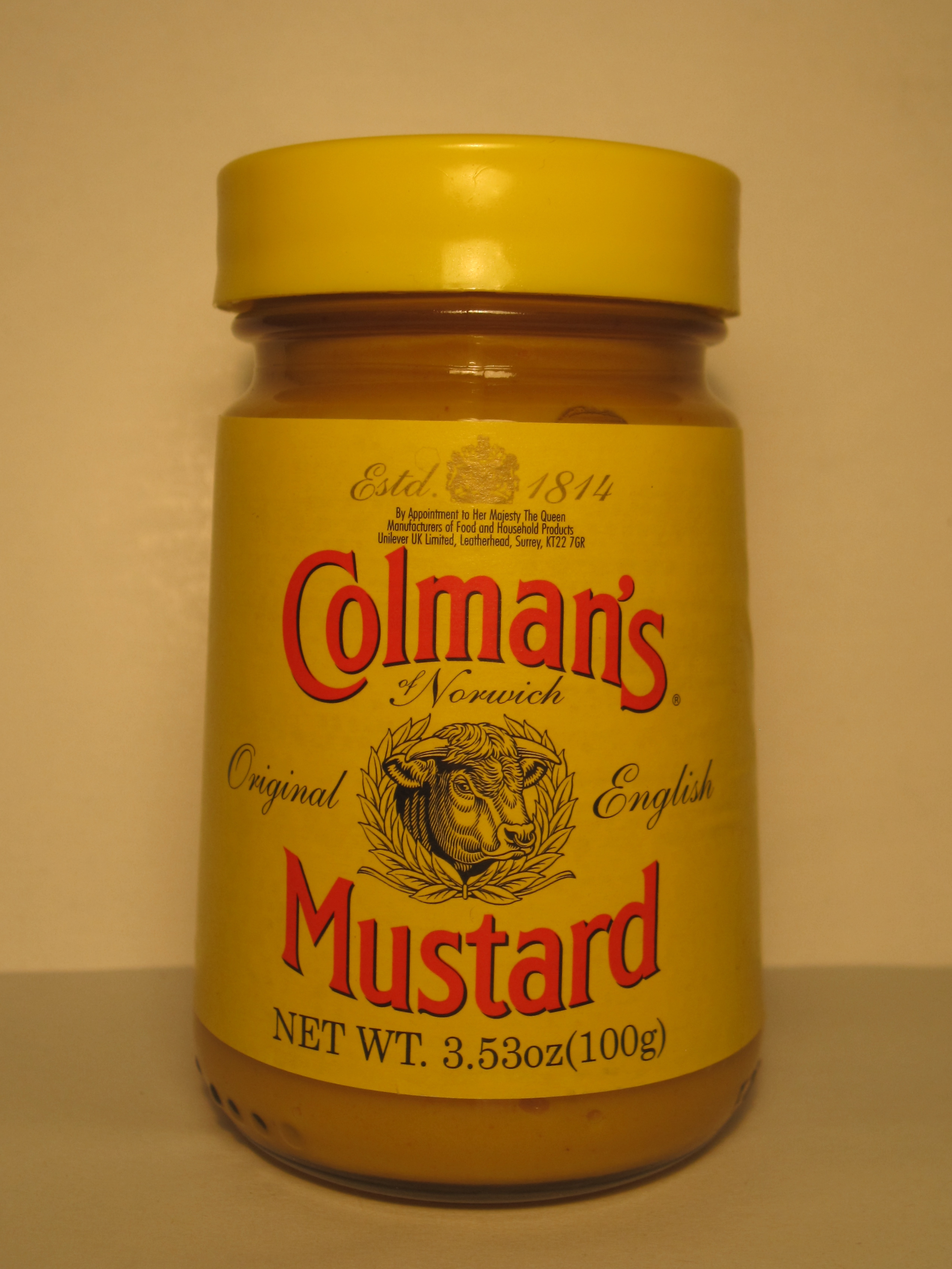
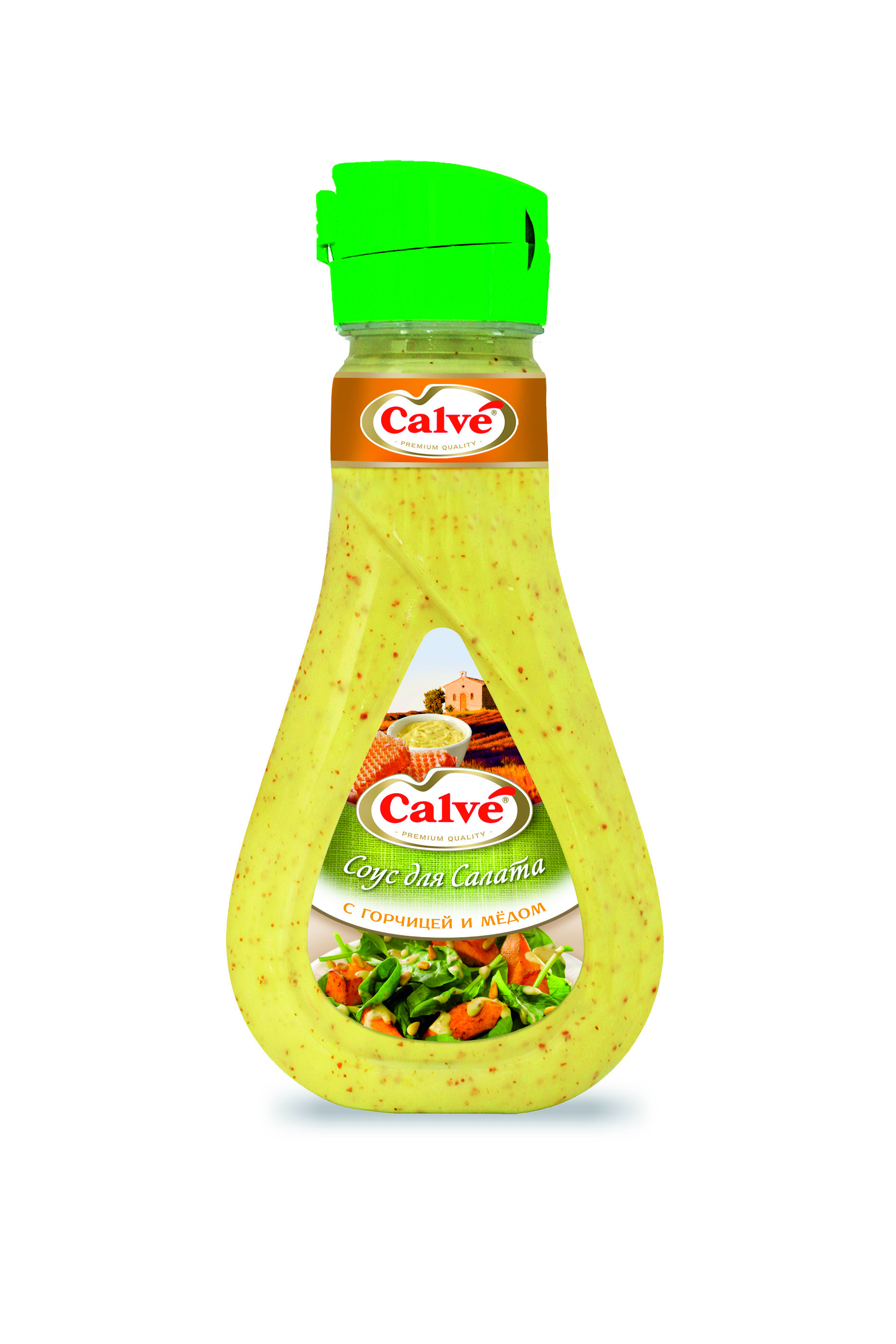
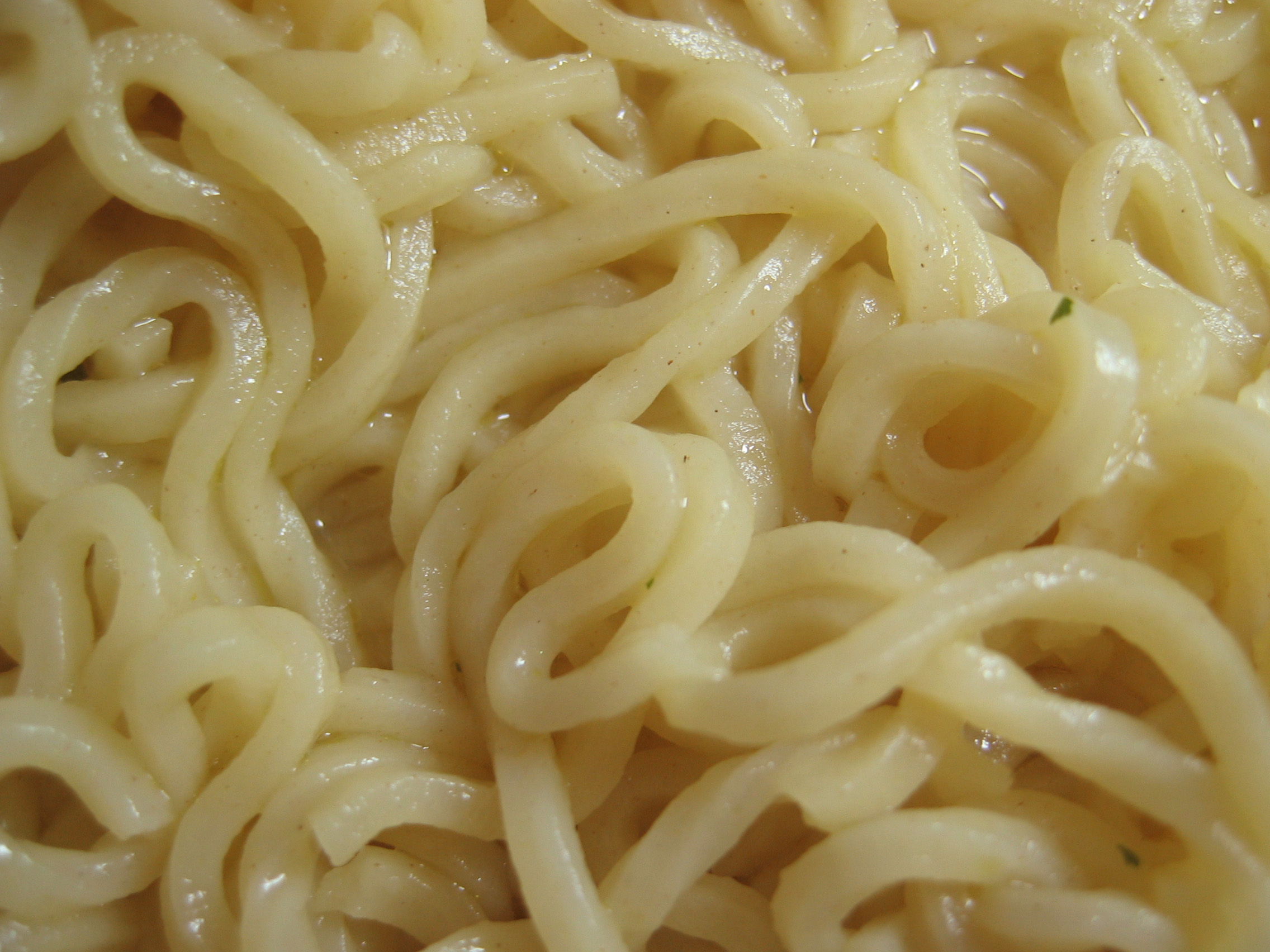
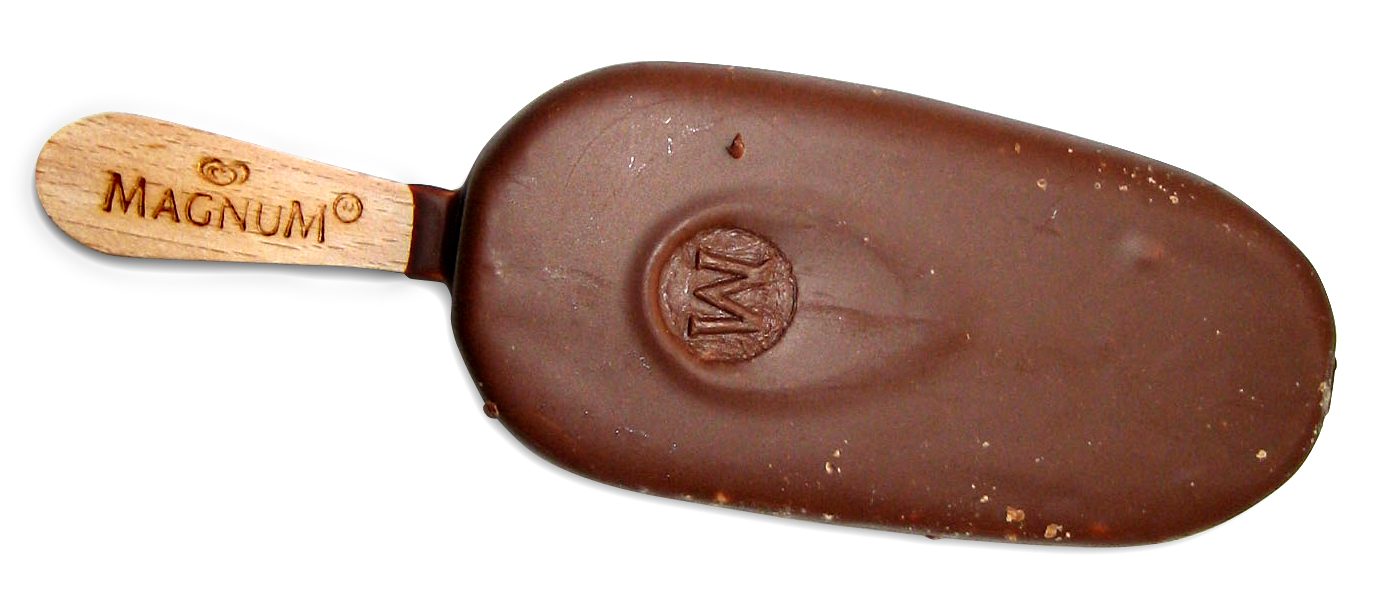
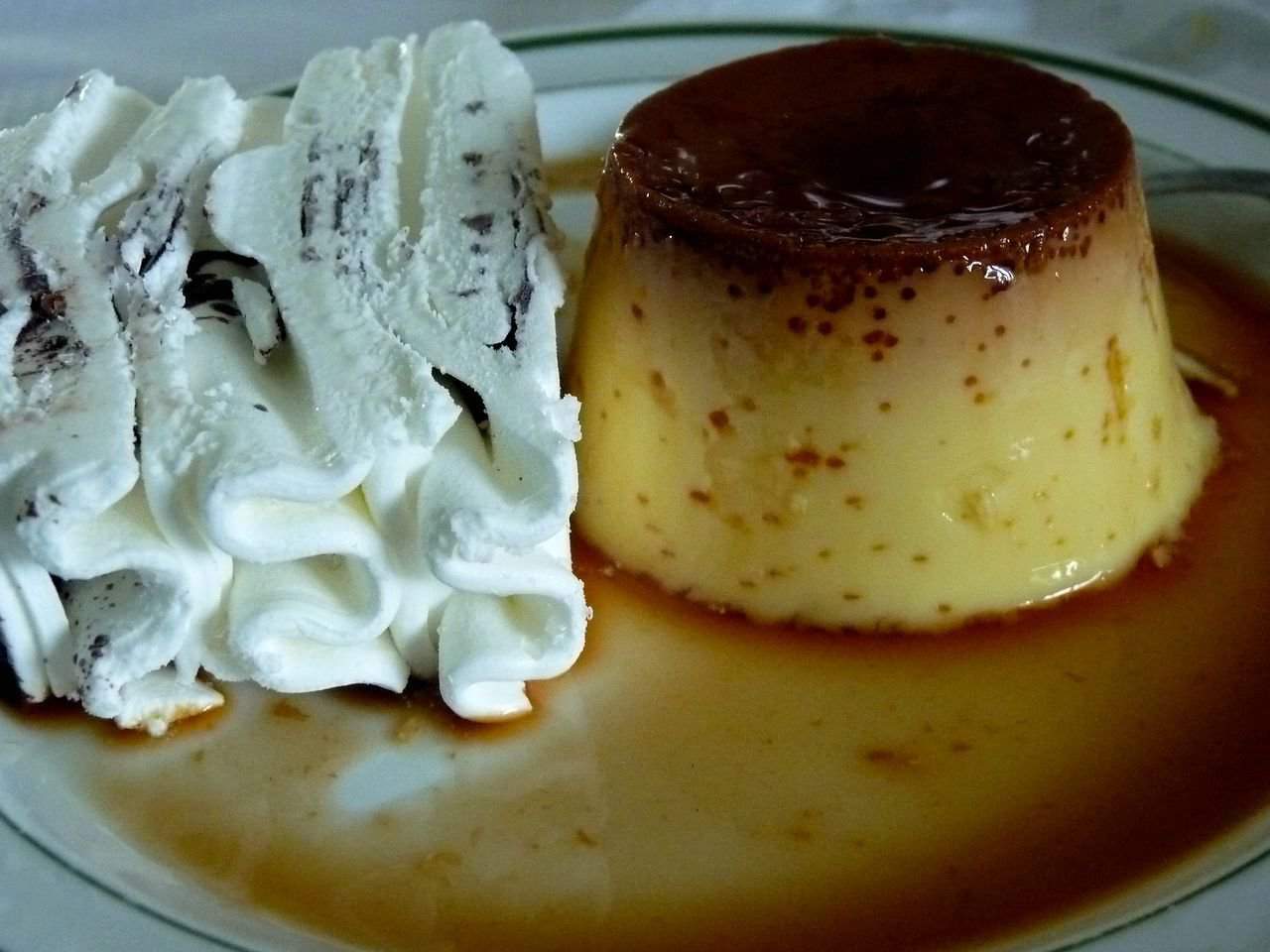
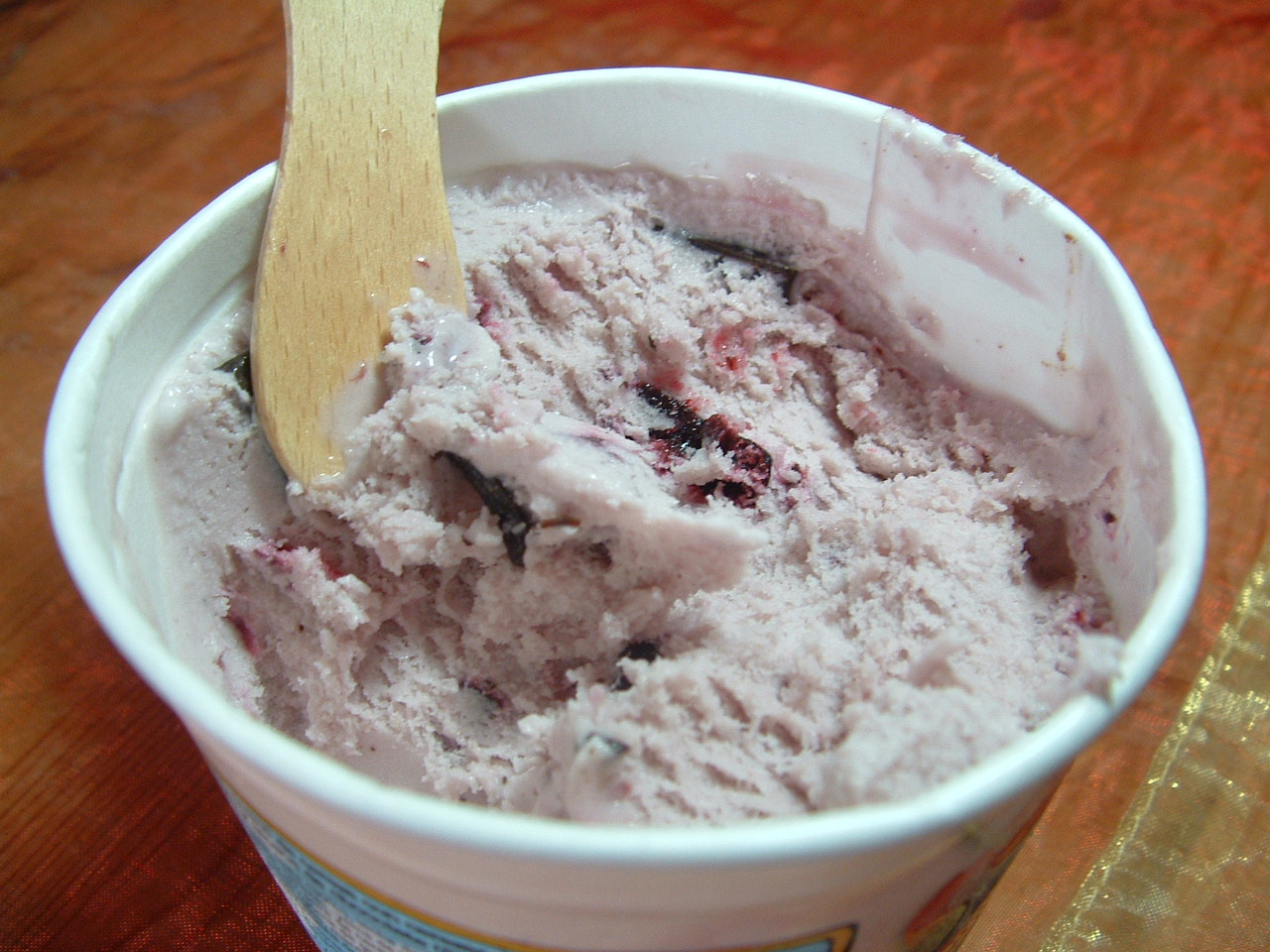
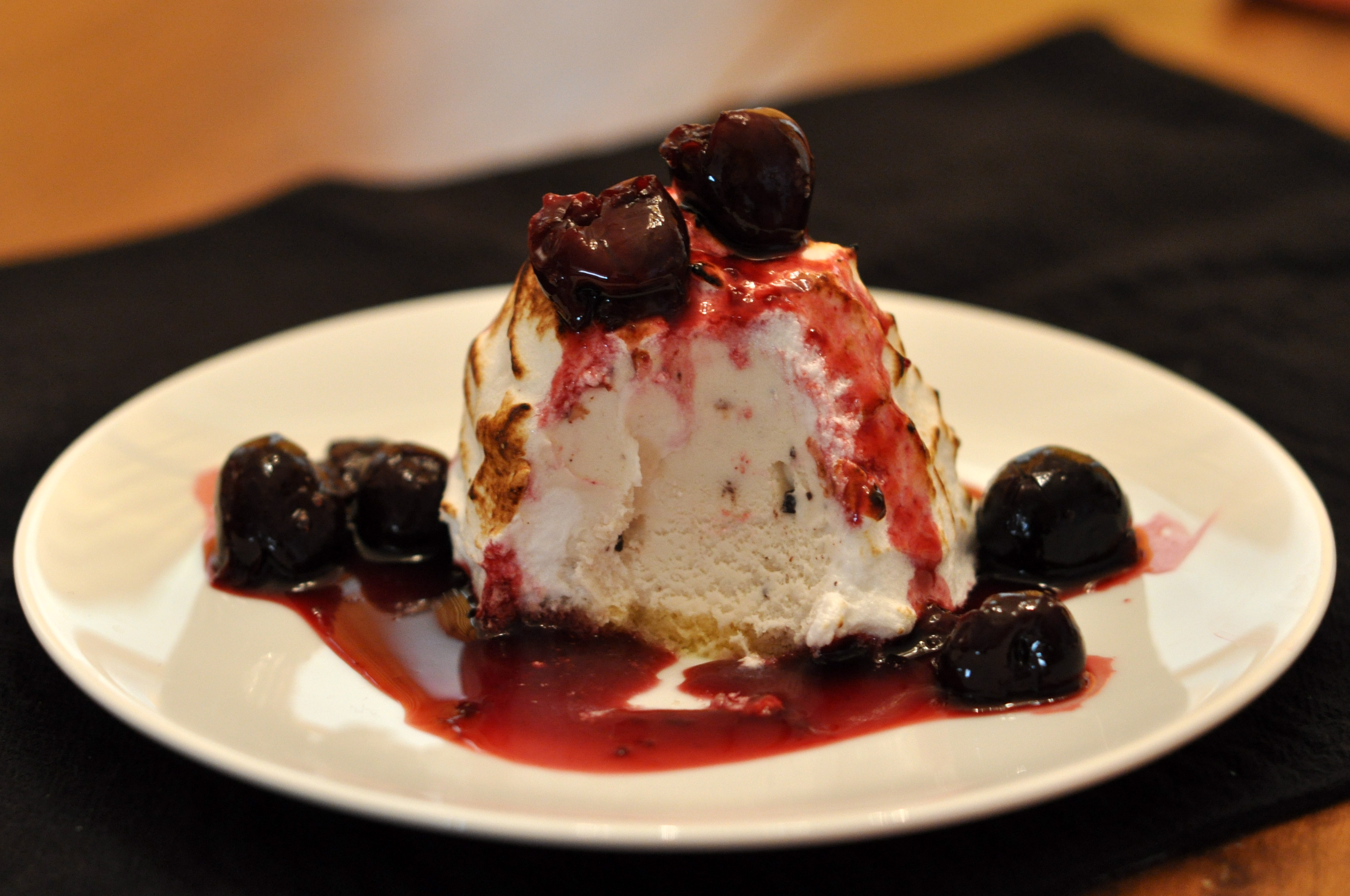
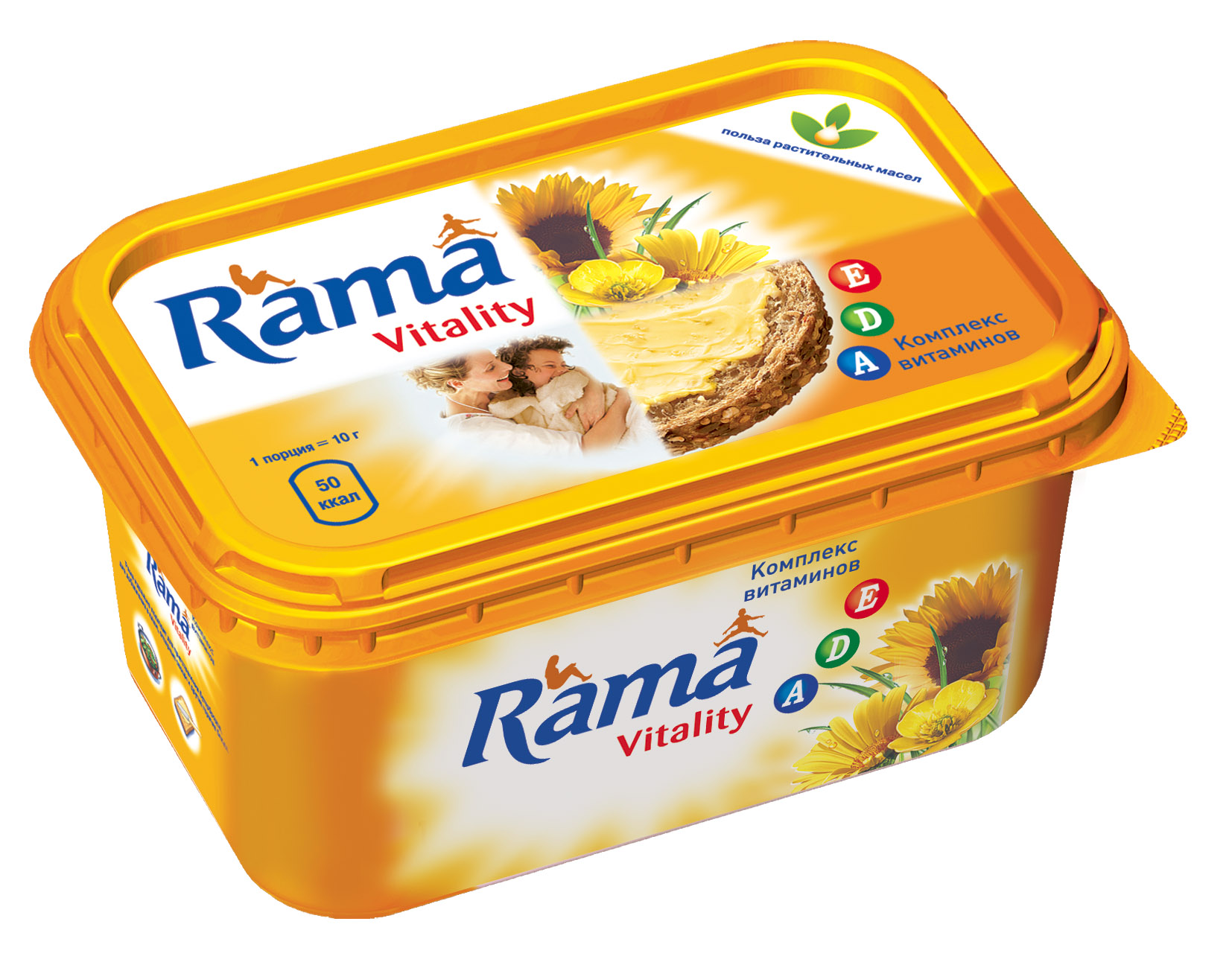
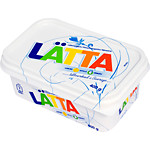
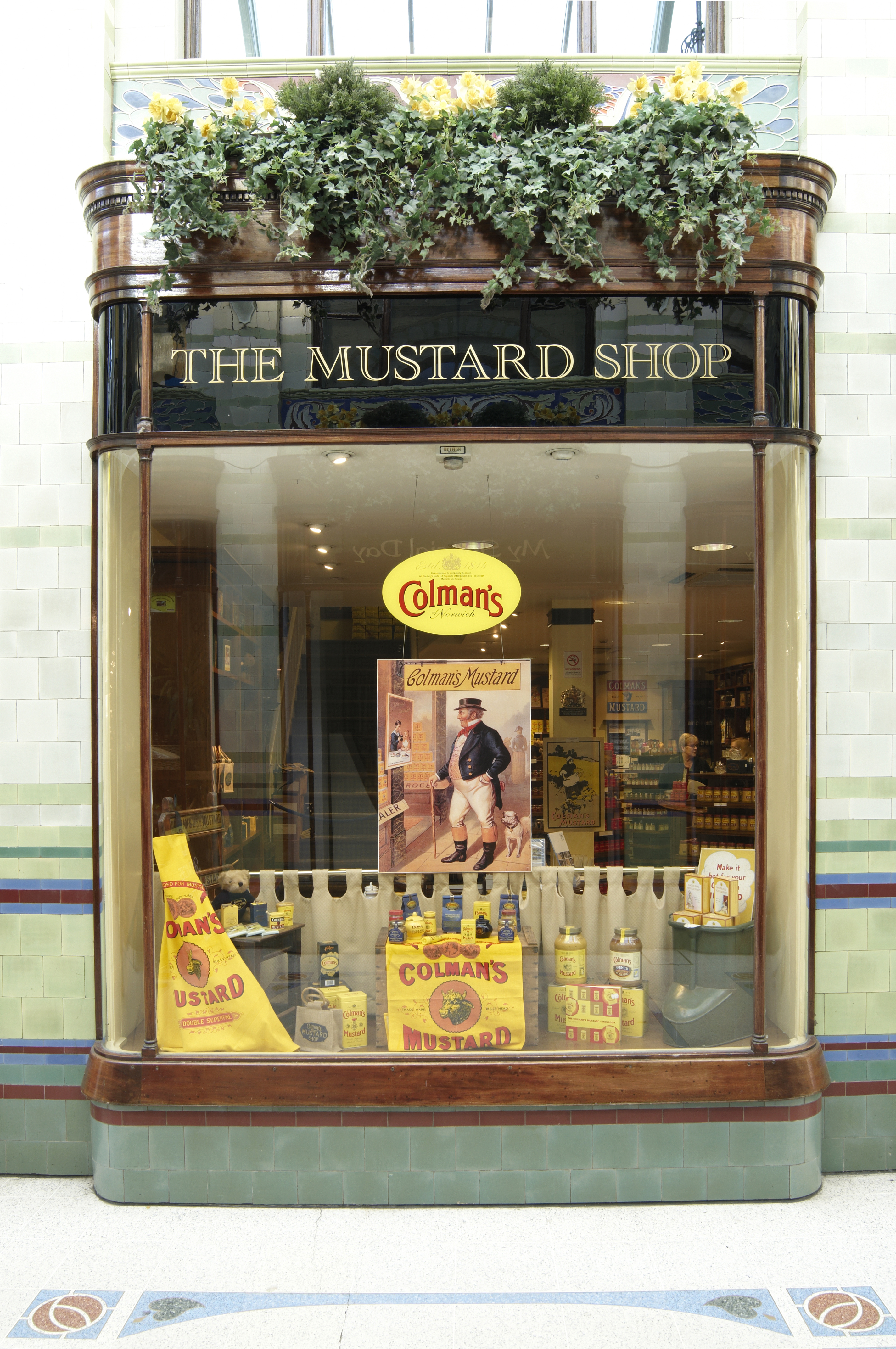